# Sweachmermolen
De Sweachmermolen of Langweerder molen is een windmolen in Boornzwaag (bij Langweer) in de provincie Friesland.

## Beschrijving
De achtkante bovenkruier uit 1782 werd gebouwd in opdracht van grietman jonkheer Frans Julius Johan van Eijsinga. De functie van de stellingmolen was zowel polder- en korenmolen. Dit in tegenstelling tot de meeste andere molens, welke of polder- of korenmolen als functie hadden. Door de bouw van een elektrisch gemaal in 1925 verloor de molen zijn functie. Na jaren van verval werd in 1949 de ‘Stichting tot instandhouding van de Langweerder molen’ opgericht. Sinds 1998 kan de molen weer water uit de polder malen. De inrichting als korenmolen is nog ten dele aanwezig.

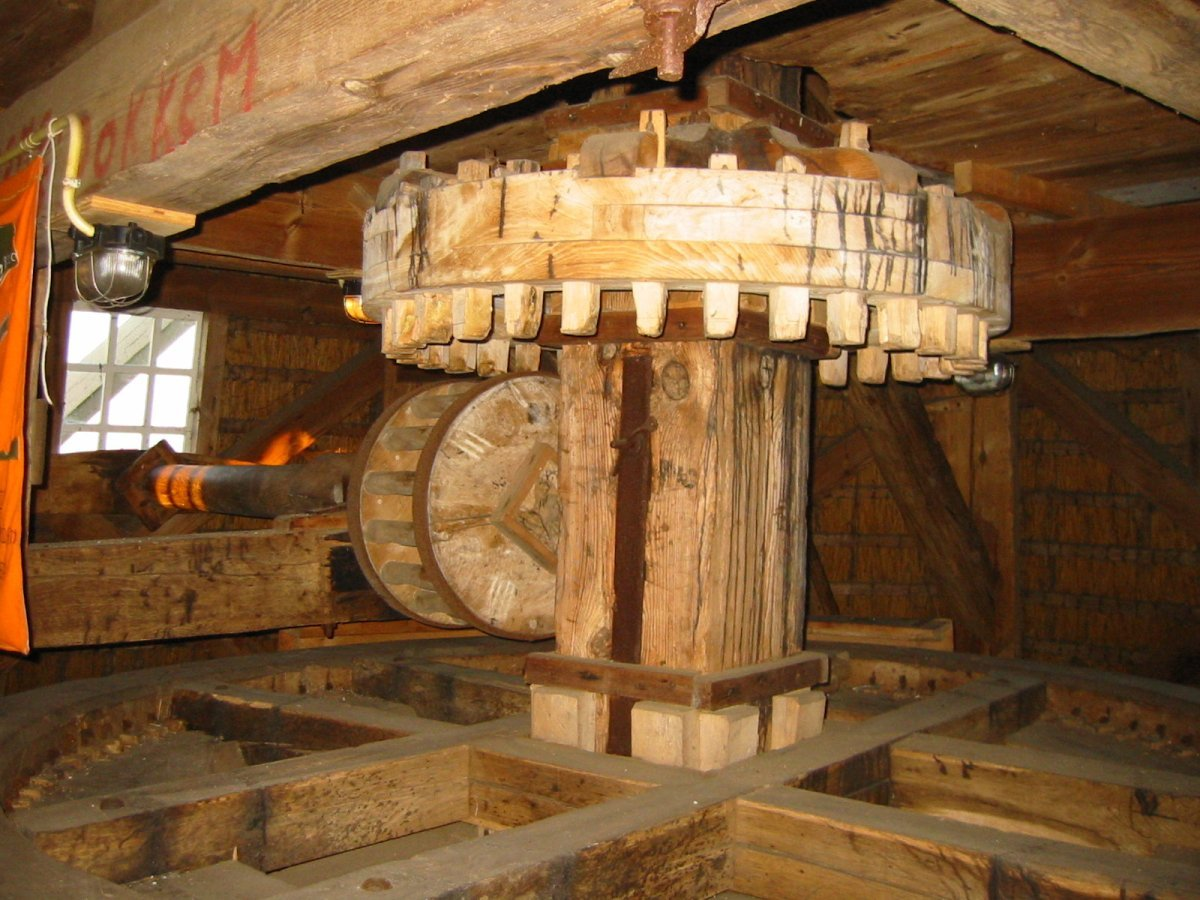
Interieur
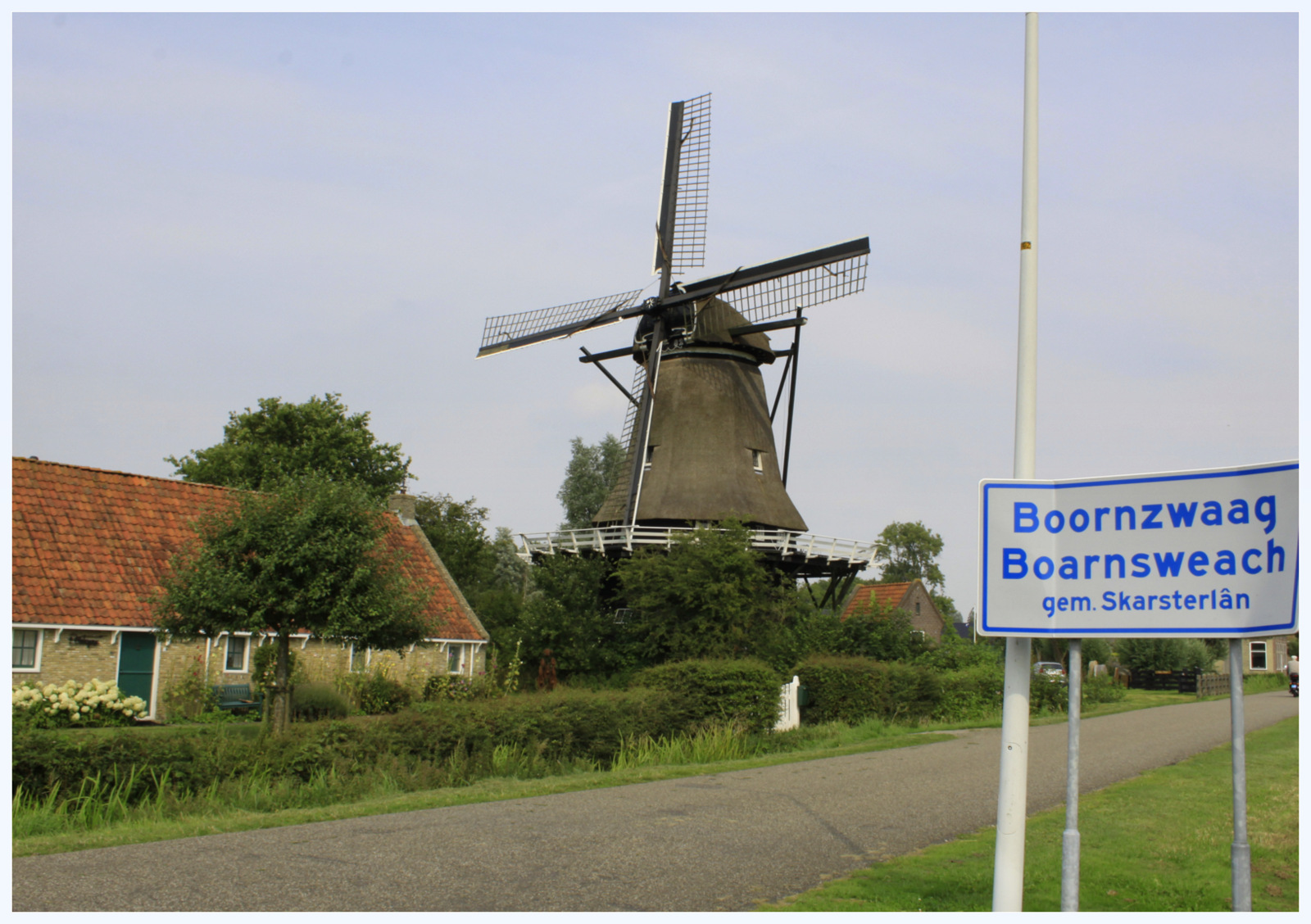
Molen te Boornzwaag